# Trois Jours chez ma mère
Trois Jours chez ma mère est un roman de François Weyergans publié en 2005 et ayant obtenu le prix Goncourt la même année.

## Historique
Annoncé dès juillet 2003 par les éditions Grasset, ce roman de François Weyergans a mis près de deux ans avant de paraître en raison des difficultés de son auteur à le finir, ce dernier déclarant même l'avoir « terminé dans des états qu'[il] qualifi[e] de sub-dépressifs ». La structure du roman reprend d'ailleurs l'ensemble des difficultés de l'écrivain dans une triple mise en abyme sur les affres de l'écriture d'un certain François Weyergraf n'arrivant pas à finir d'écrire son roman Trois jours chez ma mère sur François Graffenberg.
Le 3 novembre 2005, Trois Jours chez ma mère obtient le prix Goncourt par six voix contre quatre au roman phare de la rentrée littéraire 2005, La Possibilité d'une île de Michel Houellebecq lancé avec force battage médiatique. Ce résultat est acquis au terme d'une intense compétition dans un « climat passionné » au sein de l'Académie Goncourt qui par la voix de son secrétaire général, Didier Decoin, déclare ainsi vouloir « exprimer son indépendance » vis-à-vis de l'éditeur et de sa stratégie promotionnelle dans les médias. Falaises d'Olivier Adam et Fuir de Jean-Philippe Toussaint faisaient partie des finalistes.
Les autres romans sélectionnés mais pas dans la liste finale sont :  Je t'oublierai tous les jours de Vassilis Alexakis, Lutetia de Pierre Assouline, Saint Sépulcre ! de Patrick Besson, Mes mauvaises pensées de Nina Bouraoui, Magnus de Sylvie Germain, Waltenberg de Hédi Kaddour, L'Attentat de Yasmina Khadra, Le pays des vivants de Jean-Pierre Milovanoff, Le pont de Ran-Mositar de Franck Pavloff et Opération paradis de François Taillandier,.

## Résumé
Le narrateur, François Weyergraf, tente d'écrire un roman qui s'intitule Trois Jours chez ma mère. Il n'a pas publié de livres depuis longtemps. Sa mère est hospitalisée à la suite d'une mauvaise chute. Habitant chez sa mère en son absence, le narrateur ne cesse de repousser la visite qu'il s'est promis de lui faire.

## Éditions
- Trois Jours chez ma mère, éditions Grasset, 2005  (ISBN 2-246-54591-9).